# Edifício-sede do Instituto do Cacau da Bahia
Edifício-sede do Instituto de Cacau da Bahia é um prédio inaugurado no ano de 1936, localizado na Avenida da França, no bairro do Comércio em Salvador, município capital do estado brasileiro da Bahia.

## História
Com as dificuldades enfrentadas pela economia baiana no século XIX, o estado apresentava dificuldade em desenvolver-se economicamente e garantir equilíbrio fiscal em uma economia baseado por três commodities, o fumo, o açúcar e o algodão — comerciados no mercado interno e externo. O açúcar representava o principal entre os três produtos baianos, e entrou em decadência ao fim do século XIX. Apesar dos percalços econômicos, uma nova commodity, passou a ocupar extrema importância na economia baiana: o cacau.
Para melhoria da logística baiana - e o cacau ser um produto em franca expansão — foram realizadas reformas para modernização da área portuária da cidade de Salvador. Dada a importância do produto, próximo a área portuária, foi erguido o edifício sede da lavoura cacauicultura baiana, o Instituto do Cacau da Bahia.
O prédio foi idealizado pelo deputado federal baiano, Ignácio Tosta Filho e então Secretário da Agricultura do estado da Bahia. O Instituto do Cacau foi criado em 8 de junho de 1931. O prédio, com sua arquitetura moderna e linhas avançadas para a época, foi inaugurado em 1936. A arquitetura ficou a cargo do arquiteto alemão Alexander Buddeus, que assinou a obra em 1932.
A ideia do instituto era fomentar políticas públicas, melhorias de técnicas de produção e outras questões acerca a melhoria da produção do cacau.

## Tombamento
No ano de 2002, o prédio passou pelo processo de tombamento junto ao Instituto do Patrimônio Artístico e Cultural da Bahia (IPAC), órgão responsável pela proteção histórica pertencente ao estado da Bahia.

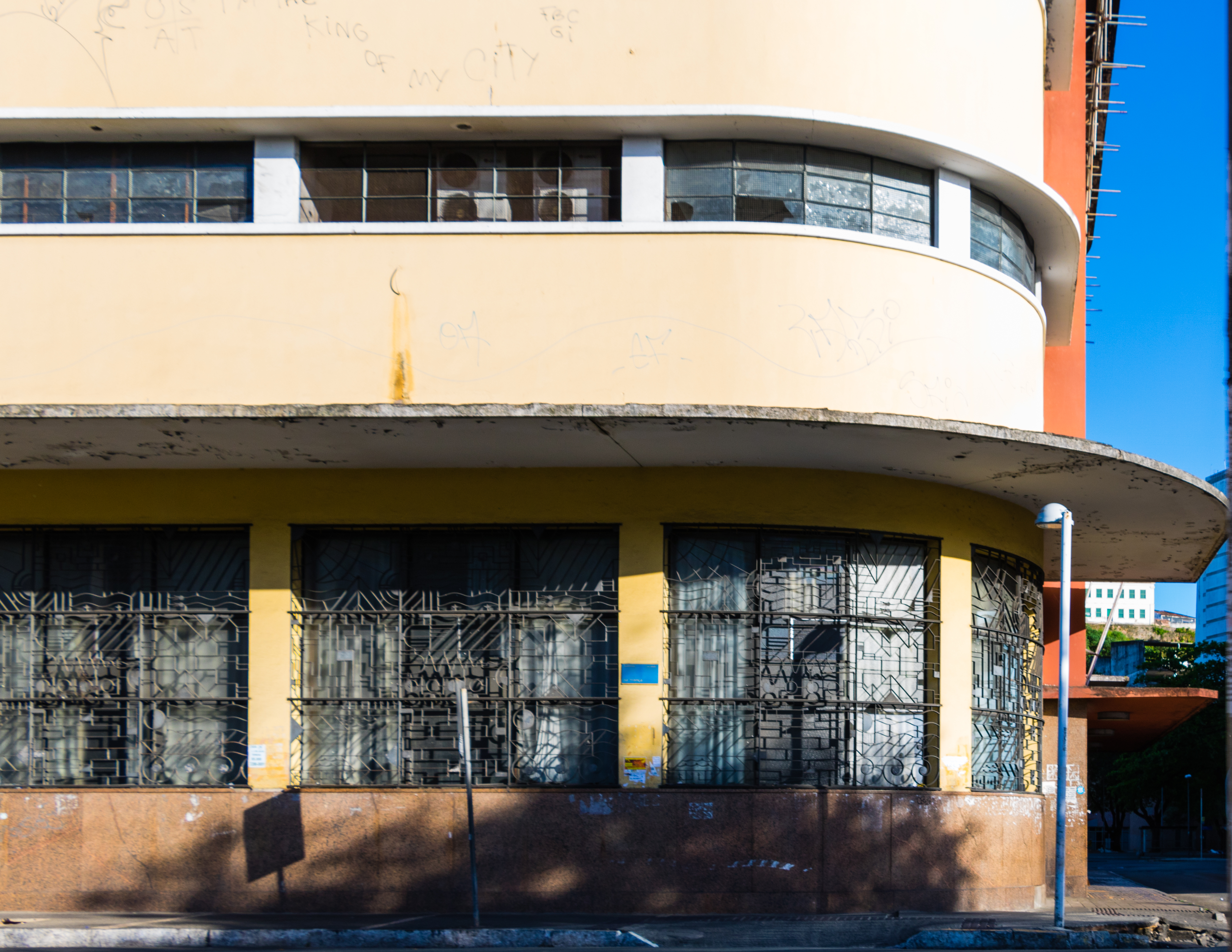
Detalhes do instituto do Cacau

O prédio além de ser uma obra conhecida na cidade possui o valor histórico do ciclo do cacau na Bahia e representa um valor arquitetônico muito importante ao município. Segundo Lígia Larcher, professora da Universidade Católica do Salvador (UCSAL), o prédio "era um edifício de alta tecnologia para aquele período, tanto para a movimentação do cacau, com esteiras subterrâneas, que o ligava ao porto, quanto em relação à refrigeração do edifício. Foi usada a tecnologia mais avançada que existia na época. O museu é importantíssimo, preserva paredes, pisos, portas, fechaduras." Ainda para Larcher, o prédio tem influencia da art déco e da Bauhaus.

## Atualidade

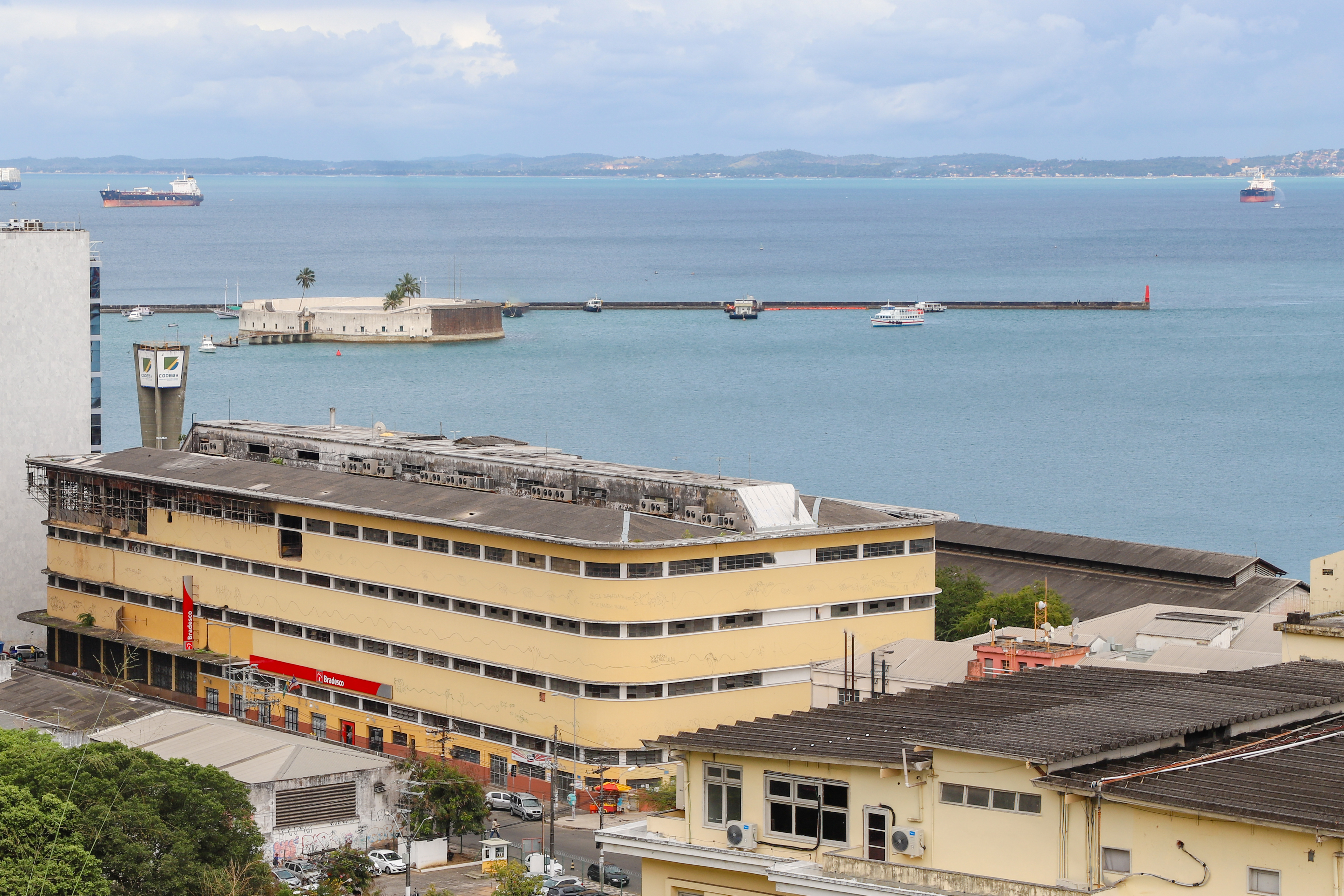
Vista aérea do Instituto do Cacau

Em 2011, um incêndio atingiu uma sala localizada no primeiro andar no prédio. No ano de 2012, o prédio do Instituto passou por outro incêndio controlado pelo corpo de Bombeiros da Bahia. A época funcionavam no prédio um restaurante popular e uma agência bancária do Bradesco.
Como herança dos dois incêndios ocorridos na estrutura do prédio, uma parte da estrutura cedeu devido ao alto calor provocado pelo incêndio. Pelo perigo estrutural, a defesa civil isolou o prédio por alguns dias. Além dos danos estruturais, o Museu do Cacau que operava no local com inúmeros itens relacionados ao cacau, como quadros, móveis coloniais, documentos, louças e urnas indígena, nunca mais foi reaberto.

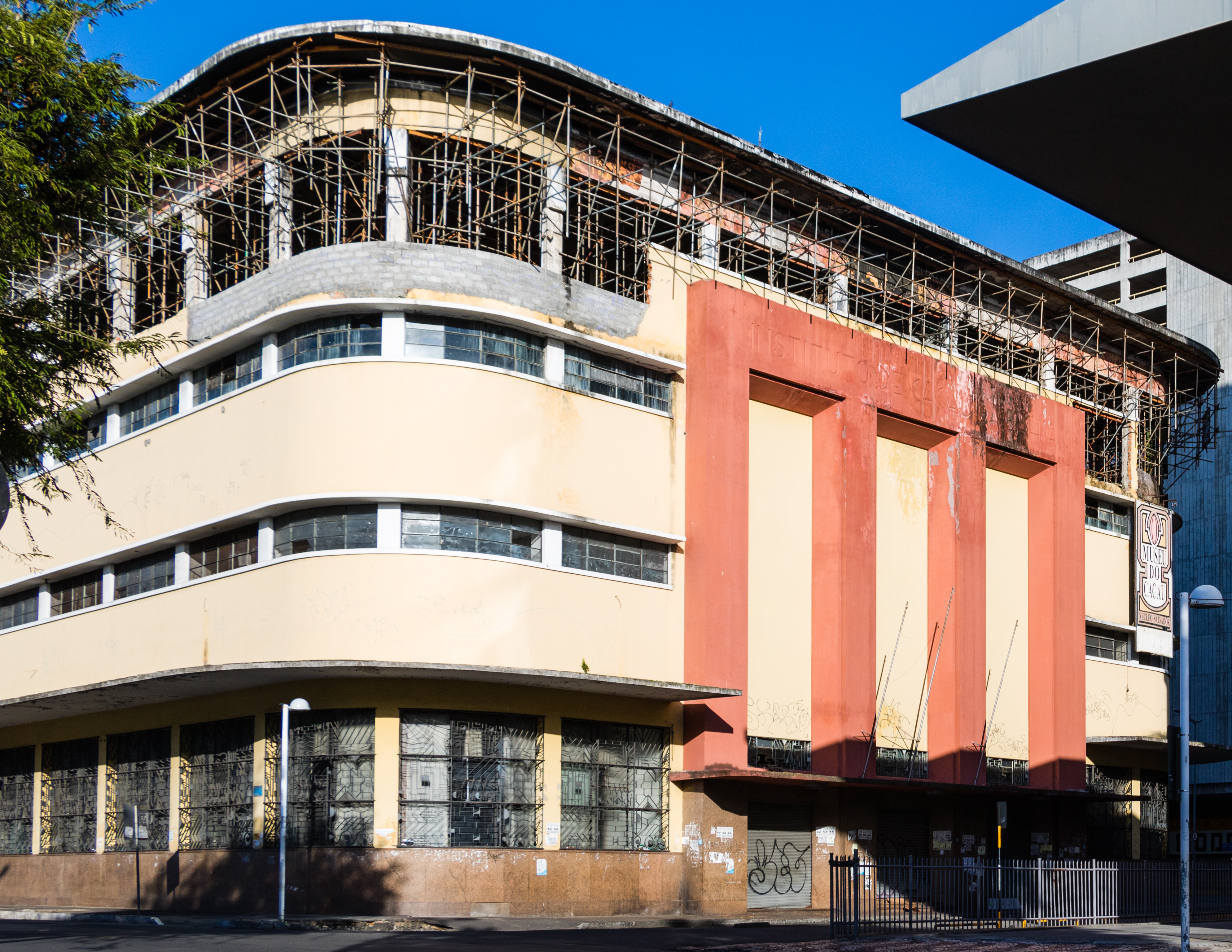
Sinais de abandono do Instituto do Cacau

No ano de 2019, em reportagem apurada pelo portal de notícias G1, em matéria assinada por Juliana Cavalcante e Bruno Brasil, percebe-se que o prédio possui sinais de abandono, com o prédio tendo problemas estruturais. Segundo a reportagem, a Superintendência do Patrimônio da União na Bahia (SPU-BA), apurou que houve a abertura de processo de licitação para realização de obra. Ainda, foi apurado por meio de nota que a Secretaria de Comunicação do Estado da Bahia, sob gestão do governador Rui Costa (afiliado ao Partido dos Trabalhadores, PT), que a empresa Alpe foi contratada no ano de 2017 para realizar reformas no prédio no valor de três milhões de reais. Porém, as obras não foram iniciadas e o contrato foi quebrado.
Apesar dos problemas, ainda funcionam no prédio a agência bancária do Bradesco e o restaurante popular citados anteriormente, além de uma agência do Serviço de Atendimento ao Cidadão (SAC) e alguns órgãos do governo estadual.